# معهد تاريخ الفن في فلورنسا

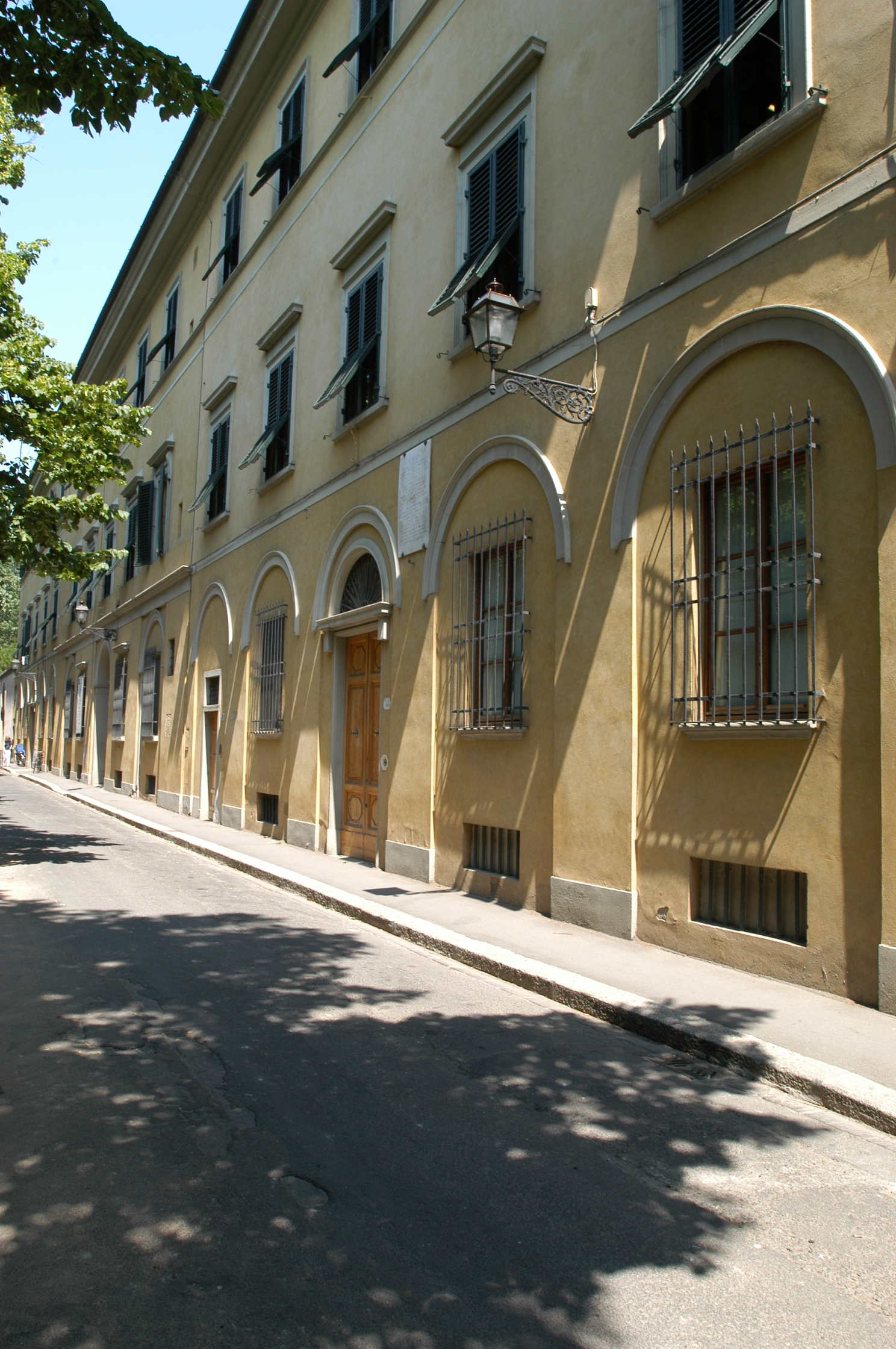
معهد تاريخ الفن في فلورنسا

معهد تاريخ الفن في فلورنسا (بالألمانية: Kunsthistorisches Institut in Florenz، وتختصر إلى: KHI) هو واحد من أقدم المؤسسات البحثية المتخصصة في تاريخ الفن والعمارة في إيطاليا، حيث تجري دراسة تاريخ الفن في أوروبا وحوض البحر المتوسط والعالم.
أُسس المعهد سنة 1897 بمبادرة خاصة من نخبة من الباحثين المستقلين، ثم شملته جمعية ماكس بلانك برعايتها اعتبارًا من سنة 2002. ويعمل بالمعهد حاليًا نحو 70 باحثًا، وتشمل اهتماماته دعم الأكاديميين الشباب من مختلف دول العالم.